# Julien Cousineau
Julien Cousineau (ur. 17 stycznia 1981 w Saint-Jérôme) – kanadyjski narciarz alpejski, uczestnik Zimowych Igrzysk Olimpijskich 2010 w Vancouver.
Jego najlepszym wynikiem na zimowych igrzyskach olimpijskich jest 8. miejsce osiągnięte w Vancouver w 2010 roku w slalomie.
Cousineau brał udział w czterech edycjach mistrzostw świata. Najlepszym wynikiem Cousineau na mistrzostwach jest 5. miejsce osiągnięte podczas Mistrzostw Świata 2011 w Garmisch-Partenkirchen w slalomie.
Cousineau startuje w Pucharze Świata od sezonu 2002/2003. Zadebiutował w Pucharze Świata 27 października 2002 roku w slalomie w Sölden, jednak nie wszedł do drugiej serii. Pierwsze punkty w Pucharze Świata zdobył 14 stycznia 2003 w Adelboden zajmując 12. miejsce w slalomie.

## Osiągnięcia

### Zimowe igrzyska olimpijskie
| Igrzyska       | Konkurencja | Czas    | Wynik |
| -------------- | ----------- | ------- | ----- |
| Vancouver 2010 | Slalom      | 1:40.66 | 8.    |

### Mistrzostwa świata
| Mistrzostwa                 | Konkurencja   | Czas    | Wynik |
| --------------------------- | ------------- | ------- | ----- |
| St. Moritz 2003             | Slalom        | –       | DNF2  |
| St. Moritz 2003             | Slalom gigant | –       | DNF2  |
| Val d’Isère 2009            | Slalom        | –       | DNF1  |
| Garmisch-Partenkirchen 2011 | Slalom        | 1:42.59 | 5.    |

### Puchar Świata

#### Miejsca w klasyfikacji generalnej
- 2002/2003 – 90
- 2003/2004 – 87
- 2005/2006 – 130.
- 2008/2009 – 88.
- 2009/2010 – 51.
- 2010/2011 – 63.
- 2011/2012 – 107.